# Ванденберг, Том
Том Ванденберг (нидерл. Tom Vandenberghe; род. 17 августа 1992, Изегем, Фламандский регион) — бельгийский футболист, вратарь клуба «Гент».

## Карьера

### «Дейнзе»
Воспитанник футбольный академии бельгийского клуба «Зюлте-Варегем». Затем футболист также прошёл академии таких бельгийских клубов как «Расинг Варегем» и «Дирлейк Спорт». В 2014 году футболист присоединился к петегемскомой «Спарте», вместе с которой выступал в чётвёртом бельгийском дивизионе. В августе 2015 года футболист на правах свободного агента присоединился к бельгийскому клубу «Дейнзе», подписав контракт до коцна сезона. Дебютировал за клуб футболист 24 октября 2015 года в матче против клуба «Антверпен». Футболист вскоре смог закрепиться в основной команде клуба, став основных вратарём. По итогу дебютного сезона футболист вместе с клубом завершили чемпионат, вылетев в Первый дивизион. На протяжении следующих сезонов футболист продолжал выступать за клуб в роли одного из основных игроков, также став победителем Первого дивизиона. В конце июля 2022 года футболист покинул клуб по окончании срока действия контракта.

### «Кортрейк»
В феврале 2022 года футболист подписав предварительный контракт с бельгийским клубом «Кортрейк», рассчитанный до 2025 года, вступающий в силу по окончании сезона. В клуб футболист пришёл в роли резервного вратаря, начав сезон на скамейке запасных. Дебютировал за клуб футболист 10 ноября 2022 года в матче Кубка Бельгии против клуба РВДМ47. Дебютный матч в бельгийском чемпионате футболист сыграл 26 декабря 2022 года в матче против «Генка». Вместе с клубом футболист дошёл до четвертьфинала Кубка Бельгии, где 11 января 2023 года уступили «Мехелену». По итогу сезона футболист вместе с клубом завершил чемпионат на итоговом четырнадцатом месте в турнирной таблице. На протяжении сезона футболист выступал за клуб в роли одного из ключевых игроков, закрепившись в основной команде.
Первый матч в новом сезоне футболист сыграл 30 июля 2023 года против клуба «Гент». Дебютным забитым голом за клуб футболист отличился 2 декабря 2023 года в матче против клуба «Эйпен». Вместе с клубом футболист завершил основную часть чемпионат на итоговом пятнадцатом месте, отправившись в плей-офф на выбывание, где заняли второе место и право на участие в стыковых матчах. По итогу стыковых матчей футболист вместе с клубом победили клуб «Ломмел», сохранив прописку в чемпионате. На протяжении сезона футболист выступал за клуб в роли основного вратаря, концовку сезона проведя на скамейке запасных, отличившись также своим дебютным забитым голом. В следующем сезоне футболист пропустил первую часть матчей, вернувшись в расположение клуба лишь в октябре 2024 года и снова став основным вратарём.

### «Гент»
В январе 2025 года футболист перешёл в бельгийский «Гент», подписав двухлетний контракт с опцией продления ещё на сезон. Первые матчи за клуб футболист пропустил из-за травмы. Дебютировал за клуб футболист 1 марта 2025 года в матче против клуба «Брюгге». По итогу основной части чемпионата футболист вместе с клубом занял итоговое шестое место в турнирной таблице, отправившись в стадию за право участие в еврокубковых турнирах. Однако данную часть чемпионата, в которой футболист провёл все матчи, завершили также на итоговом последнем шестом месте, одержав победу лишь раз, не получив право на участие в еврокубковых турнирах. На протяжении сезона футболист выступал за клуб в роли основного вратаря, однако отличился лишь единственным матчем, в котором не пропустил в свои ворота забитый гол.

## Достижения
«Дейнзе»
- Победитель Первого дивизиона: 2019/20